# 44 Chats
44 Chats (44 gatti) est une série télévisée d'animation italienne en 104 épisodes créée par Iginio Straffi en 2018.
Inspirée par la chanson lauréate du concours italien Zecchino d'oro en 1968 intitulée Quarantaquattro gatti et développée en collaboration avec Antoniano di Bologna et la Rai, la série est produite et distribuée par le studio Rainbow (également à l'origine de Winx Club), en copropriété avec Viacom.
Elle est diffusée en Italie sur Rai Yoyo et dans le reste du monde sur les chaînes Nickelodeon détenues par Viacom. 
En France, elle est diffusée à partir du 27 mai 2019 sur Nickelodeon Junior puis sur France 4 du 1er septembre 2019 au 9 février 2020. Depuis le 10 février 2020, la série est diffusée sur France 5 dans Okoo.
La seconde saison est diffusée en avant-première le 15 février 2020 sur RaiPlay et depuis le 2 mars 2020 sur Rai Yoyo. La première de cette seconde saison a eu lieu en France le 4 janvier 2021 sur Nickelodeon Junior.

## Synopsis
La série raconte les aventures de quatre chatons de Mamie Lina (Éclair, Milady, Pilou et Boulette) qui forment un groupe musical appelé Les Mystichats (Buffycats en version originale) et de tous leurs amis.
Les chats obtiennent des super-pouvoir lorsqu'ils mangent les pâtes aux boulettes de viande que prépare Mamie Lina.

## Fiche technique
- Titre original : 44 gatti ; 44 Cats (titre anglophone)
- Titre français : 44 Chats
- Création : Iginio Straffi
- Direction artistique : Paolo Maria Frattesi, Mauro Angeloni
- Musique : Marco Iardella
- Sociétés de production : Rainbow, Institut Antoniano, Rai Fiction
- Sociétés de distribution : Rainbow, Viacom
- Pays d'origine :  Italie
- Langue : anglais
- Format : couleur - HDTV - 16/9 - Dolby Digital 5.1
- Genre : animation
- Durée : 12 min. par épisode
- Nombre d'épisodes : 104 (2 saisons)
- Dates de première diffusion : 
  - Italie : 12 novembre 2018 (Rai Yoyo)
  - France : 27 mai 2019 (Nickelodeon Junior) ; 1er septembre 2019 (France 4) ; 10 février 2020 (France 5)

## Distribution

### Voix originales
- Federico Campaiola : Lampo (Éclair en VF)
- Gea Riva : Milady
- Joy Saltarelli : Pilou
- Francesco Falco : Polpetta (Boulette en VF)
- Michela Alborghetti : Nonna Pina (Mamie Lina en VF)
- Francesco Prando : Winston
- Alessandro Quarta : Boss
- Francesco De Francesco : Blister (Fléau en VF)
- Emiliano Reggente : Scab (Teigne en VF)
- Daniele Raffaeli : Igor
- Diego Suarez : Fancey Dancey (Maestro Tango en VF)
- Alberto Bognanni : Gas (Gaz en VF)
- Leonardo Graziano : Cream (Sorbet en VF)
- Oreste Baldini : Ambrogio (Karlito en VF)
- Franco Mannella : Lapalette
- Roberto Stocchi : Archibald

### Voix françaises
- Élodie Menant : Éclair
- Zina Khakhoulia : Milady
- Karl-Line Heller : Pilou
- Thomas Sagols : Boulette
- Nathalie Homs : Mamie Lina
- Frédéric Souterelle : Winston / Edison
- Nessym Guetat : Boss / Abdul
- Benjamin Pascal : Fléau / Flap
- Guillaume Beaujolais : Teigne / Super Doudou
- Rémi Caillebot : Cosmo / Igor
- Damien Ferrette : Molette / Maestro Tango
- Yann Le Madic : Gaz
- Olivier Podesta : Karlito / Kataly
- Benjamin Bollen : Terry
- Marc Bretonnière : Nincha / Bertie
- Philippe Catoire : Fisby / Brutus
- Catherine Desplaces : Gaby / Tempo
- Cécile Gatto : Bucky / Boud'chou
- Évelyne Grandjean : Marmita
- Leslie Lipkins : Snobine / Fleur
- Bruno Meyere : Neko / Flip / Olympio
- Clara Quilichini : Ginny / Lola
- Léovanie Raud : Sandy
- Donald Reignoux : Gribouille
- Chansons interprétées par : Cécilia Cara, Charlotte Hervieux, Maeva Méline, Amélie Munier, Camille Timmerman, Isabelle Volpe

Version française réalisée par Lylo France ; chargé de production : Sébastien Goepfert ; direction artistique et adaptation des chansons : Olivier Podesta ; prise de son : Vivien Berry.

## Personnages

### Mystichats
- Éclair (Lampo en VO) : chanteur et guitariste des Mystichats. C'est un chat tigré avec un symbole bleu sur son œil droit. Les moustaches d'Éclair agissent comme une boussole, le guidant où il doit aller.
- Milady (id. en VO) : bassiste des Mystichats. Sa fourrure devient rose-violet chaque fois que quelqu'un raconte un mensonge.
- Pilou (id. en VO) : batteur des Mystichats. Elle utilise ses yeux écarquillés pour hypnotiser les méchants.
- Boulette (Polpetta en VO) : claviériste des Mystichats. Il a un gros appétit et son estomac l'informe d'un danger imminent.

### Autres chats
- Boss (id. en VO) : chat de Winston, ennemi des Mystichats.
- Fléau  et Teigne (Blister et Scab en VO) : acolytes de Boss.
- Cosmo (id. en VO) : chat du quartier, il rêve de devenir astronaute et d'aller dans l'espace.
- Doudou (id. en VO) : chat très paresseux, en cas de problème, il devient un super héros nommé le Chat masqué.

### Animaux divers
- Terry (id. en VO) : carlin, ami des Mystichats.
- Bucky (id. en VO) et Zoe (id. en VO) :

Deux chiens jumeaux qui apparaissent tous les deux dans "Une chiot à sauver".
- Sushi (id. en VO) :

Une petit chien à la personnalité charismatique qui aime le Japon et les sushis.
- Sandy (id. en VO) :

Mére di Bucky et Zoe.

### Humains
- Mamie Lina (Nonna Pina en VO) : propriétaire de la vieille maison où vivent les Mystichats. Ses pâtes spéciales donnent des super-pouvoirs aux chatons.
- Winston (id. en VO) : riche voisin de Mamie Lina, il vit dans une villa de luxe et méprise à la fois les Mystichats et leur maison inesthétique.
- Bertie et Brutus (id. en VO) :  employés de la fourrière surnommés les « chats-pardeurs ».
- Églantine (Isotta en VO) : petite-fille de Mamie Lina qui est gentille et veut toujours s'amuser. Elle est capable de communiquer avec les animaux.

## Production
La série est diffusée en première mondiale sur Rai Yoyo en Italie le 12 novembre 2018, établissant un record d'audience pour la chaîne en dépassant les 520 000 téléspectateurs avec une part de marché de 2,7%.
En mai 2018, il est annoncé que l'émission serait diffusée sur les différentes chaînes internationales de Nickelodeon, dans des pays autres que l'Italie. Aux États-Unis, la première a eu lieu sur Nickelodeon le 25 mai 2019 et en France le 27 mai 2019 sur Nickelodeon Junior. 

## Saison 1
1. Les Mystichats partent en mission
2. Un chiot à sauver
3. Cosmo, le chat astronaute
4. Piège à chat
5. Gaby, le chat journaliste
6. Gaz, le chat qui sent mauvais
7. La Recette secrète de Mamie Lina
8. Neko, le chat chanceux
9. Un ami qui a du chien
10. Éclair et la Course folle
11. Le Rhume
12. Le Concours de danse
13. Milady et Maître Ninchat
14. Le Cirque de Flip et Flap
15. Mission garde de chiens
16. La Technique secrète de Boulette
17. Mission sous-marine
18. Marmita, chef cuisinière
19. Snobine, la chatte snob
20. Quatre chats et un chameau
21. Détective Pilou
22. Un jeu pour les Mystichats
23. Le Chat super-héros
24. Éclair aux Chalympiques
25. Karlito, le chat styliste
26. Le Nouvel Ami de Pilou
27. Cats in Black
28. L'Art selon Lapalette
29. Peur du noir
30. Mission Grenier
31. Le Chat volant
32. Le Trésor de Toutanchâton
33. La Fugue de l’œuf
34. Que le meilleur chat gagne
35. Le Jardin botanique
36. Le Chat brigadier en action
37. Oncle Archibald, le gentlechat
38. Pilou et sa trottinette
39. Le Match de lance-pelote
40. Pilousaurus rex
41. Le Projet de recyclage innovant
42. L'Assistant du père Noël
43. Le Jour de chance de Boulette
44. Les Glaces de Sorbet
45. L'Orang-outan blanc
46. Les Roses pompons
47. Boulette le somnambule
48. Le Tango de Bongo
49. Une journée à la ferme
50. La Quête du rouleau
51. Rendez-moi ma tétine !
52. La Comédie miaou-sicale

## Saison 2
1. Une œuvre d'art chat-tastique !
2. Le Vrai Don de Peppy
3. Terry, le chat pompier
4. Une fille très spéciale
5. Le Mystère du chat fantôme
6. La Chasse au trésor dans les airs
7. Sir Tonnerre, le grand golfeur
8. Pilou et la Dent qui bouge
9. Gribouille, le chaton errant
10. La Grande Course de trottinette
11. Le Monde à l'envers
12. Le Jeu des couleurs
13. Sushi, la grande voyageuse
14. Que le meilleur gagne
15. Jour de pluie
16. Aïda, le chat robot
17. Boulette, le chat facteur
18. Le Match de chat-sket
19. En randonnée avec oncle Greg
20. Pour une poignée de croquettes
21. Le Trésor de Matou le Rouge
22. La Course à la souris
23. Mara l'hippopotame
24. Le Monstre d'Halloween
25. L'Anniversaire de mamie Lina
26. La Démonstration de charaté
27. La Toupie-chat
28. Trois chats et un chaton
29. Jean Charles
30. Le Concours de cerf-volant
31. Une maison pour Gaz
32. La Chatastrophe de Noël
33. Blondie la chatte espionne
34. Les Mini-fauves
35. Les Chalympiques d'hiver
36. Le Grand Ménage sous-marin
37. Le Goûter à la ferme
38. Le Sauvetage de l'espace
39. Le Mur anti-chat de Winston
40. Terry et Képi, les chats policiers
41. Les Jeux de Pâques
42. L'Anniversaire surprise
43. Le Match de glisse-pelote
44. Mission Super Chat
45. À la recherche de l'ingrédient secret
46. Flash Souris
47. Éclair, le chat botté
48. Le Train fantôme
49. De retour dans le monde à l'envers
50. Tchou tchou, le petit âne
51. Le Concours de hula hoop
52. Le Hamburger le plus chat-astique

## Diffusion internationale
| Pays                              | Titre    | Chaîne             | Saison 1           | Saison 1         | Saison 2          | Saison 2         |
| Pays                              | Titre    | Chaîne             | Début              | Fin              | Début             | Fin              |
| --------------------------------- | -------- | ------------------ | ------------------ | ---------------- | ----------------- | ---------------- |
| Italie                            | 44 gatti | Rai Yoyo           | 12 novembre 2018   | 26 mai 2019      | 2 mars 2020       | 14 février 2021  |
| France                            | 44 Chats | Nickelodeon Junior | 27 mai 2019        | 21 mars 2020     | 4 janvier 2021    | NC               |
| France                            | 44 Chats | France 4           | 1er septembre 2019 | 10 février 2020  | NC                | NC               |
| France                            | 44 Chats | France 5           | 10 février 2020    | NC               | NC                | NC               |
| États-Unis                        | 44 Cats  | Nickelodeon        | 10 juin 2019       | 20 août 2019     | NC                | NC               |
| Espagne                           | 44 Gatos | Nickelodeon        | 18 février 2019    | 2 août 2019      | 28 décembre 2020  | 2022             |
| Espagne                           | 44 Gatos | Clan TV            | 18 mai 2020        | 22 juin 2020     | 13 septembre 2021 | 24 novembre 2021 |
| Argentine Brésil Colombie Mexique | 44 Gatos | Discovery Kids     | 18 mars 2019       | 24 décembre 2019 | 26 octobre 2020   | 22 décembre 2021 |

## Autour de la série
La plupart des chansons de la série ont été créées dans le cadre du concours de chansons pour enfants italien Zecchino d'oro.